# Bruno Alves
Bruno Eduardo Regufe Alves (wym. [ˈbɾunu ˈalvɨʃ]; ur. 27 listopada 1981 w Póvoa de Varzim) – portugalski piłkarz, który występował na pozycji obrońcy. Jego brat – Geraldo również został piłkarzem.

## Kariera klubowa
Bruno Alves zawodową karierę rozpoczął w FC Porto. W 1999 zadebiutował w jego rezerwach, dla których rozegrał łącznie 55 spotkań i strzelił 8 goli. Następnie był wypożyczany do innych drużyn: kolejno do SC Farense, Vitórii SC oraz AEK Ateny.
W 2005 Bruno Alves powrócił do swojego pierwszego klubu w karierze – FC Porto i zdobył z nim mistrzostwo Portugalii. W sezonie 2005/2006 wystąpił jednak tylko w 7 ligowych pojedynkach. Kluczowym momentem w karierze Bruno Alvesa było przybycie na Estádio do Dragão Jesualdo Ferreiry. Wówczas Alves wywalczył sobie miejsce w pierwszym składzie i razem ze swoim rodakiem Pepe stworzył duet środkowych obrońców. Porto w sezonie 2006/2007 sięgnęło po mistrzostwo kraju, a to samo osiągnięcie powtórzyło w kolejnych rozgrywkach.
W czerwcu 2007 Portugalczyk był łączony z przenosinami najpierw do Aston Villi, a później do Liverpoolu. Oba te transfery ostatecznie nie doszły do skutku. W sezonie 2008/2009 Bruno Alves razem ze swoim klubem zdobył wszystkie krajowe trofea – mistrzostwo, Puchar oraz Superpuchar Portugalii. W rozgrywkach Primeira Liga zanotował 30 występów i strzelił 5 bramek. Zdobył między innymi zwycięskiego gola w wygranym 2:1 spotkaniu z lizbońskim Sportingiem. Za sezon 2008/2009 Alves został nagrodzony nagrodą dla najlepszego zawodnika ligowych rozgrywek.
3 sierpnia 2010 za 22 miliony euro Alves został sprzedany do rosyjskiego Zenitu Petersburg, gdzie dołączył do swoich rodaków Danny’ego i Fernando Meiry.
1 lipca 2013 roku został sprzedany z 5,5 mln euro do tureckiego Fenerbahçe SK.
Alves powrócił do najwyższej włoskiej ligi latem 2018 roku, dołączając do niedawno awansowanej Parmy do końca czerwca 2019, jednak w lutym 2019 przedłużył kontrakt o rok. Grał we włoskim klubie aż do jego spadku do Serie B. 30 maja 2021 roku ogłosił opuszczenie klubu.
Pod koniec kariery Alves zgodził się na dwuletni kontrakt w FC Famalicão, jednak po kłótni z dyrekcją klubu, odwołał ją. 4 września 2021 roku Portugalczyk podpisał roczną umowę z greckim klubem Apollon Smyrnis w wieku prawie 40 lat. Tym sposobem wrócił po raz pierwszy od 16 lat do najwyższej greckiej ligi. Ogłosił przejście na sportową emeryturę w czerwcu 2022, jednak wkrótce został mianowany dyrektorem sportowym AEK Ateny.

## Kariera reprezentacyjna
W reprezentacji Portugalii Bruno Alves zadebiutował 5 czerwca 2007 roku w zremisowanym 1:1 spotkaniu przeciwko Kuwejtowi. W maju 2008 roku Luiz Felipe Scolari powołał go do kadry na mistrzostwa Europy, na których Portugalczycy dotarli do ćwierćfinału. 14 listopada 2009 roku Bruno Alves strzelił zwycięskiego gola dla drużyny narodowej w wygranym 1:0 meczu barażowym o awans do Mistrzostw Świata 2010 z Bośnią i Hercegowiną.

## Sukcesy

### Porto
- Mistrzostwo Portugalii: 4
  - 2005/2006, 2006/2007, 2007/2008, 2008/2009
- Puchar Portugalii: 2
  - 2005/2006, 2008/2009
- Superpuchar Portugalii: 2
  - 2004/2005, 2008/2009

### Zenit
- Mistrzostwo Rosji: 2
  - 2010, 2011/12
- Superpuchar Rosji: 1
  - 2011

### Fenerbahçe
- Mistrzostwo Turcji: 1
  - 2013/14

### Reprezentacja
- Mistrzostwa Europy 2016:  Złoto